# 章古台站
章古台站是一个大郑铁路及新通客运专线上的铁路车站，位于辽宁省阜新市彰武县章古台镇，建于1927年，目前为四等站，目前该站仅办理货运业务：办理整车货物发到。
1. ↑  铁道部电子计算技术中心, 铁道部运输局. . 北京: 中国铁道出版社. 1998: 129. ISBN 9787113030995.